# Kenny the Shark
Kenny the Shark (pt: Kenny, o Tubarão) é uma série de desenhos animados americana que foi produzida pelo Discovery Kids. A série estreou nos EUA em 2003, e já foi exibida no Brasil pelo canal pago Animal Planet a partir de 2008. Ao contrário da maioria dos shows animados que acontecem em cidades ou estados fictícios, etc., este show acontece na cidade real de Tiburon, na Califórnia.
Teve um total de 2 temporadas com 13 episódios cada.

## Sinopse
A série conta a história de Kenny, um tubarão-tigre que decide deixar o oceano para viver em terra firme, com a garota Kat, de 11 anos.

## Personagens
- Kenny - O protagonista da série, é um tubarão-tigre antropomórfico que mora com uma garota de 11 anos de idade chamada Kat.
- Kat - Garota de 11 anos capaz de compreender os tubarões, por isso resolve hospedar Kenny em sua casa.
- Karl - O irmão mais novo de Kat. Pensa que Kenny é um cachorro.
- Grace - A mãe de Kat e Karl, é uma psiquiatra muito amorosa e espirituosa com todos.
- Peter - O pai de Kat e Karl, e marido de Grace, é hippie e não gosta de Kenny por causa de seu temperamente atacado.
- Marty - O cachorro vizinho de Kat, torna-se amigo de Kenny.
- Oscar - O melhor amigo humano de Kat. Tem descendência maia e é obcecado pela cultura do gênero.